# Mar del Tuyú
Mar del Tuyú  é uma cidade no centro-leste da Argentina, situada na costa do Oceano Atlântico.
Conta com 6.916 habitantes, incluindo Costa del Este. E se inclui dentro do aglomerado urbano Santa Teresita - Mar del Tuyú com uma população de 19.950 habitantes.